# Super Delicate
Super Delicate (reso graficamente come SUPER DELICATE) è un brano musicale della boy band giapponese Hey! Say! JUMP, pubblicato come loro ottavo singolo il 22 febbraio 2012. Il singolo ha raggiunto la vetta della classifica Oricon dei singoli più venduti in Giappone, vendendo 110 000 copie al primo giorno nei negozi. Il singolo è stato certificato disco di platino.
Il brano è stato inoltre utilizzato come sigla d'apertura del dorama Risō no musuko interpretato da Ryōsuke Yamada e Yūto Nakajima.

## Tracce
Edizione speciale 1
CD
1. SUPER DELICATE
2. Su.Ri.Ru (Hey! Say! BEST)

DVD
1. SUPER DELICATE (PV)
2. Making of

Edizione speciale 2
CD
1. SUPER DELICATE
2. Wonderland Train (Hey! Say! 7)

DVD
1. Wonderland Train (Video Clip)
2. Su.Ri.Ru (Video Clip)

Edizione regolare
1. SUPER DELICATE
2. JUMP Around the World!!!
3. succeed
4. SUPER DELICATE (Instrumental)
5. JUMP Around the World!!! (Instrumental)
6. succeed (Instrumental)

## Classifiche
| Classifica (2012)                  | Posizione più alta |
| ---------------------------------- | ------------------ |
| Giappone (Oricon)                  | 1                  |
| Giappone (Billboard Japan Hot 100) | 1                  |